# هربو (دهانه)
هربو یک دهانه برخوردی در ماه‌ است.

## دهانه‌های اقماری
این دهانه ۵ دهانه اقماری دارد.
| Horrebow | عرض جغرافیایی | طول جغرافیایی | قطر          |
| -------- | ------------- | ------------- | ------------ |
| A        | ۵۹.۲° N       | ۴۰.۴° W       | ۲۵.۰ کیلومتر |
| C        | ۵۶.۹° N       | ۳۶.۰° W       | ۵.۰ کیلومتر  |
| B        | ۵۸.۷° N       | ۴۲.۷° W       | ۱۳.۰ کیلومتر |
| D        | ۵۷.۹° N       | ۳۸.۷° W       | ۵.۰ کیلومتر  |
| G        | ۵۹.۷° N       | ۴۱.۷° W       | ۸.۰ کیلومتر  |